# Mütt
Das oder der Mütt (franz. muid, ital. moggio), auch die Müdde, war ein Hohlmaß, das zum Messen von Getreide verwendet wurde. Der Name geht auf den lateinischen Modius (= Mass/Scheffel) zurück.

## Schweiz
Das Mütt entsprach in der Deutschschweiz einer Mannslast (Sack), die im Mittelland zwischen 65 und 108 Kilogramm betrug. Grössere Mütt gab es in der Zentralschweiz (138–150 Liter), in Bern und Solothurn (158–168 Liter) sowie in Graubünden (165–185 Liter).
1 Mütt war in der Ostschweiz in 4 Viertel unterteilt, in Graubünden in 5 ½ Viertel und in Bern und Solothurn in 12 Mäss.
Im Kanton Bern galt als Getreidemass
- 1 Mütt = 12 Mäss = 48 Imi/Immi = 96 Achterli = 192 Sechzehnerli
- 1 Mütt = 8465 ⅞ Pariser Kubikzoll = 167 ¾ Liter
- 1 Mäss = 706,34 Pariser Kubikzoll
- 1 Achterli = 2 Sechzehnerli = 88,25 Pariser Kubikzoll = 1 ¾ Liter

Andere Kantone hatten eine von Bern verschiedene Masskette und die Werte konnten auch innerhalb eines Kantons streuen. Beispiel: In Zürich und Glarus sowie in den Kantonen Schwyz und Uri war die Masskette
- 1 Mütt = 4 Viertel = 16 Vierling = 64 Mässli

Die Werte waren
- in Winterthur 1 Mütt = 4873 Pariser Kubikzoll = 96 ⅔ Liter
- in Zürich 1 Mütt = 4140 Pariser Kubikzoll = 82 Liter
- in Eglisau 1 Mütt = 4646 Pariser Kubikzoll = 92 ⅙ Liter

## Deutschland
In der hessischen Grafschaft Ziegenhain, wo es Mütt, Viertel oder auch Möth genannt wurde, war das Getreidemaß
- 1 Mütt = 16 Metzen = 6733 Pariser Kubikzoll = 133,4 Liter[3]

Das Mütt verschwand mit der definitiven Einführung des metrischen Systems durch das Bundesgesetz über Masse und Gewichte von 1875.